# Sant Estève de Vic
Saint-Étienne-de-Vicq és un municipi francès, situat al departament de l'Alier i a la regió d'Alvèrnia-Roine-Alps. L'any 2007 tenia 477 habitants.

## Demografia

### Població
El 2007 la població de fet de Saint-Étienne-de-Vicq era de 477 persones. Hi havia 188 famílies de les quals 50 eren unipersonals (25 homes vivint sols i 25 dones vivint soles), 54 parelles sense fills, 71 parelles amb fills i 13 famílies monoparentals amb fills.
La població ha evolucionat segons el següent gràfic:
Habitants censats

### Habitatges
El 2007 hi havia 211 habitatges, 189 eren l'habitatge principal de la família, 9 eren segones residències i 13 estaven desocupats. 209 eren cases i 2 eren apartaments. Dels 189 habitatges principals, 148 estaven ocupats pels seus propietaris, 40 estaven llogats i ocupats pels llogaters i 1 estava cedit a títol gratuït; 4 tenien dues cambres, 23 en tenien tres, 64 en tenien quatre i 98 en tenien cinc o més. 167 habitatges disposaven pel capbaix d'una plaça de pàrquing. A 76 habitatges hi havia un automòbil i a 98 n'hi havia dos o més.

### Piràmide de població
La piràmide de població per edats i sexe el 2009 era:
| Homes | Edats   | Dones |
| ----- | ------- | ----- |
| 0     | 95 o +  | 0     |
| 0     | 90 a 94 | 0     |
| 4     | 85 a 89 | 8     |
| 8     | 80 a 84 | 4     |
| 12    | 75 a 79 | 4     |
| 0     | 70 a 74 | 12    |
| 12    | 65 a 69 | 12    |
| 16    | 60 a 64 | 16    |
| 8     | 55 a 59 | 8     |
| 20    | 50 a 54 | 12    |
| 8     | 45 a 49 | 8     |
| 12    | 40 a 44 | 4     |
| 24    | 35 a 39 | 12    |
| 24    | 30 a 34 | 20    |
| 16    | 25 a 29 | 16    |
| 4     | 20 a 24 | 0     |
| 8     | 15 a 19 | 8     |
| 20    | 10 a 14 | 8     |
| 4     | 5 a 9   | 4     |
| 16    | 0 a 4   | 16    |

## Economia
El 2007 la població en edat de treballar era de 280 persones, 208 eren actives i 72 eren inactives. De les 208 persones actives 185 estaven ocupades (99 homes i 86 dones) i 23 estaven aturades (19 homes i 4 dones). De les 72 persones inactives 25 estaven jubilades, 18 estaven estudiant i 29 estaven classificades com a «altres inactius».

### Ingressos
El 2009 a Saint-Étienne-de-Vicq hi havia 195 unitats fiscals que integraven 499 persones, la mediana anual d'ingressos fiscals per persona era de 15.992 €.

### Activitats econòmiques
Dels 9 establiments que hi havia el 2007, 2 eren d'empreses de fabricació d'altres productes industrials, 2 d'empreses de construcció, 1 d'una empresa de comerç i reparació d'automòbils, 1 d'una empresa d'hostatgeria i restauració, 1 d'una empresa immobiliària i 2 d'empreses de serveis.
L'únic servei als particulars que hi havia el 2009 era un restaurant.
L'any 2000 a Saint-Étienne-de-Vicq hi havia 19 explotacions agrícoles que ocupaven un total de 1.560 hectàrees.

## Equipaments sanitaris i escolars
El 2009 hi havia una escola elemental integrada dins d'un grup escolar amb les comunes properes formant una escola dispersa.

## Poblacions més properes
El següent diagrama mostra les poblacions més properes.